# Altaï
Pour les articles homonymes, voir Altaï.
 (janvier 2011).
Si vous disposez d'ouvrages ou d'articles de référence ou si vous connaissez des sites web de qualité traitant du thème abordé ici, merci de compléter l'article en donnant les références utiles à sa vérifiabilité et en les liant à la section « Notes et références ».
L'Altaï est une vaste chaîne de montagnes s'étendant entre l'Asie centrale, la Sibérie, et l'Asie de l'Est. Il couvre à la fois des régions de la Chine, du Kazakhstan, de la Mongolie et de la Russie. Il s'agit d'une des plus importantes chaînes de montagnes du monde, s'étirant du nord-ouest au sud-est sur 2 000 km, avec une largeur maximale de 600 km. La chaîne possède une principale zone de haute altitude, le Haut-Altaï dans la partie russe, où se trouve le mont Béloukha (4 506 m), dans la crête de Katoun, point culminant de la chaîne et second de Sibérie.
Le peuplement de l'Altaï par le genre Homo s'est effectué très tôt, depuis au moins 300 000 ans, avec le site archéologique d'Oulala à Gorno-Altaïsk. C'est dans l'Altaï que Homo denisovensis a été identifié, dans la grotte de Denisova. La grotte d'Oust-Kan, tout comme d'autres de la région, a permis d'extraire des éléments moustériens, des pétroglyphes plus récents, et divers artéfacts. Il y a environ 45 000 ans, les premiers Homo sapiens se sont installés dans l'Altaï. Plusieurs cultures se succèdent durant la Préhistoire, avec la culture d'Afanasievo, de Karakol, d'Andronovo et la culture Pazyryk des Scythes. Ces derniers ont laissé de nombreux vestiges, dont le tapis de Pazyryk, la princesse de l'Altaï et les kourganes de Balyktouïoul. À partir du Ve siècle av. J.-C., les peuples turcs s'installent dans l'Altaï et commencent à se mélanger aux populations locales, donnant les Altaïens, avec leur langue, l'altaï. Divers tribus et États nomades turcs et mongols au cours du temps, qui dominent les Altaïens. En 1756, la région est partiellement annexée par l'Empire russe avec la volonté des Altaïens, tandis que le reste de la chaîne intègre les territoires de la Chine (nord du Xinjiang), du Kazakhstan (Kazakhstan-Oriental) et de la Mongolie (aïmags de Bayan-Ölgii et de Khovd). En Russie, la république de l'Altaï couvre l'essentiel de la partie russe, bien que des contreforts de la chaîne se situent dans le kraï de l'Altaï.

## Toponymie
Dans les langues turques, Altaï signifie « doré ». En mongol, « or » se dit алт (alt), et « doré » se dit алтан (altan).
Son nom est :
- en altaï du Nord : Туулу Алтай (Tuulu Altai) ;
- en altaï du Sud : Алтай туулар (Altai tuular) ;
- en russe : Алтайские горы, Altaïskie gory ;
- en chinois : 阿尔泰山脉, Ārtài shānmài ;
- en doungane : Алтэ санмэ, اَعَرتَىْ شًامَىْ ;
- en kazakh : Алтай таулары, Altai taulary ;
- en touvain : touvain : Алдай даглары ;
- en ouïghour : ىالتاي تاغلىرى, Алтай Тағлири, Altay Taghliri ;
- en mongol : ᠠᠯᠲᠠᠢᠶ᠋ᠢᠨ
ᠨᠢᠷᠤᠭᠤ, cyrillique : Алтайн нуруу, MNS : Altain nuruu.

## Géographie

### Général

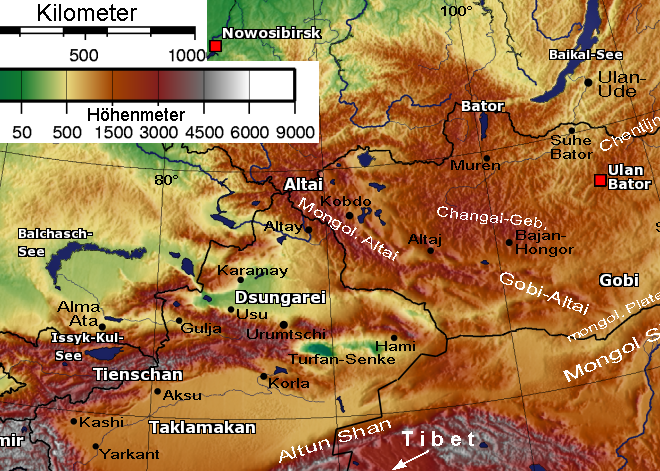
Carte de l'Altaï.

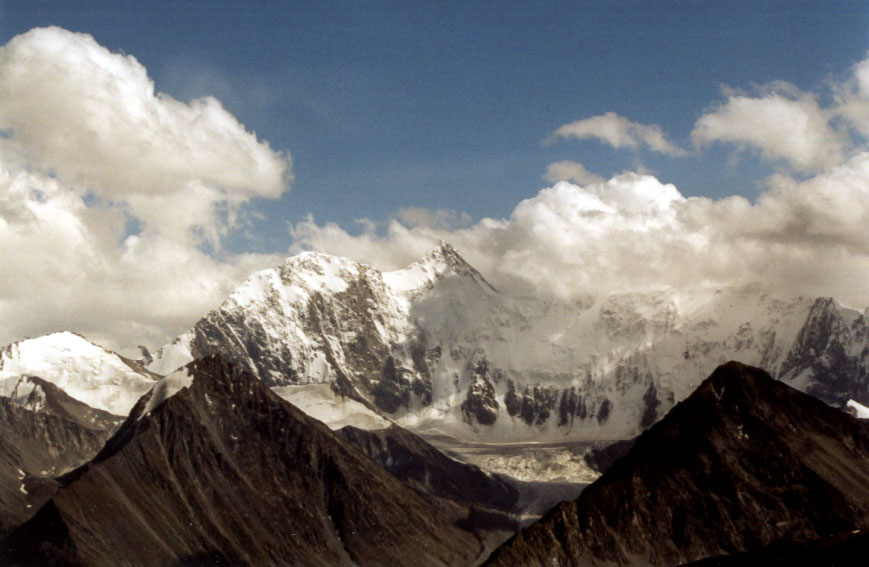
Le mont Béloukha, point culminant de l'Altaï.

Le massif montagneux de l'Altaï, qui s'étend au sud de la Sibérie sur 2 000 km, est un système montagneux géologiquement complexe de l'Asie centrale qui se trouve principalement en république de l'Altaï et au Kazakhstan. Il se prolonge également vers le sud-est en Mongolie et en Chine par l'Altaï de Mongolie (où il se termine par le Gobi) et a une petite extension en Chine dans la province du Xinjiang. Il est délimité au nord-ouest par les monts Kolyvan (dans le kraï de l'Altaï), par l'Alataou de Kouznetsk (à la limite du bassin du même nom) et le plateau de Salaïr au nord. Le Grand Altaï est délimité par les monts Saïan au nord-est, la chaîne du Tannou-Ola à l'est et l'Altaï russo-mongol au sud. Sa partie ouest fait partie de l'Altaï de minerai, principalement au Kazakhstan. Le Grand Altaï est classé réserve de biosphère transfrontalière par l'Unesco.
Les paysages de l'Altaï sont très divers, faits de hautes montagnes, de rocs pointus, de petits monts, de plaines, de combes, de steppes d'herbes sèches, de bois de conifères et de fourrés impraticables de la taïga, de lacs et de sources minérales, de rapides et de chutes d'eau.
On y rencontre trois types de reliefs : les reliefs d'ancienne pénéplaine, les reliefs de haute montagne alpine de formation glaciaire et des reliefs de montagne moyenne. Les anciennes pénéplaines se présentent sous la forme de massifs montagneux avec de hauts sommets très découpés dont les versants sont transformés par l'érosion. Ces reliefs représentent un tiers de la surface de l'Altaï et se trouvent surtout au sud et au sud-ouest, comme le haut-plateau de l'Oukok avec le Kouïten-Ououl (4 374 mètres), le plateau de Tchoulychman (3 148 mètres), et le plateau d'Oulagan qui culmine à 3 445 mètres. On trouve aussi des zones de pénéplaine dans la montagne moyenne : monts Korgon (2 490 mètres), monts Tiguirek (2 299 mètres), monts de la Terekta (2 927 mètres), etc. et dans la basse montagne.

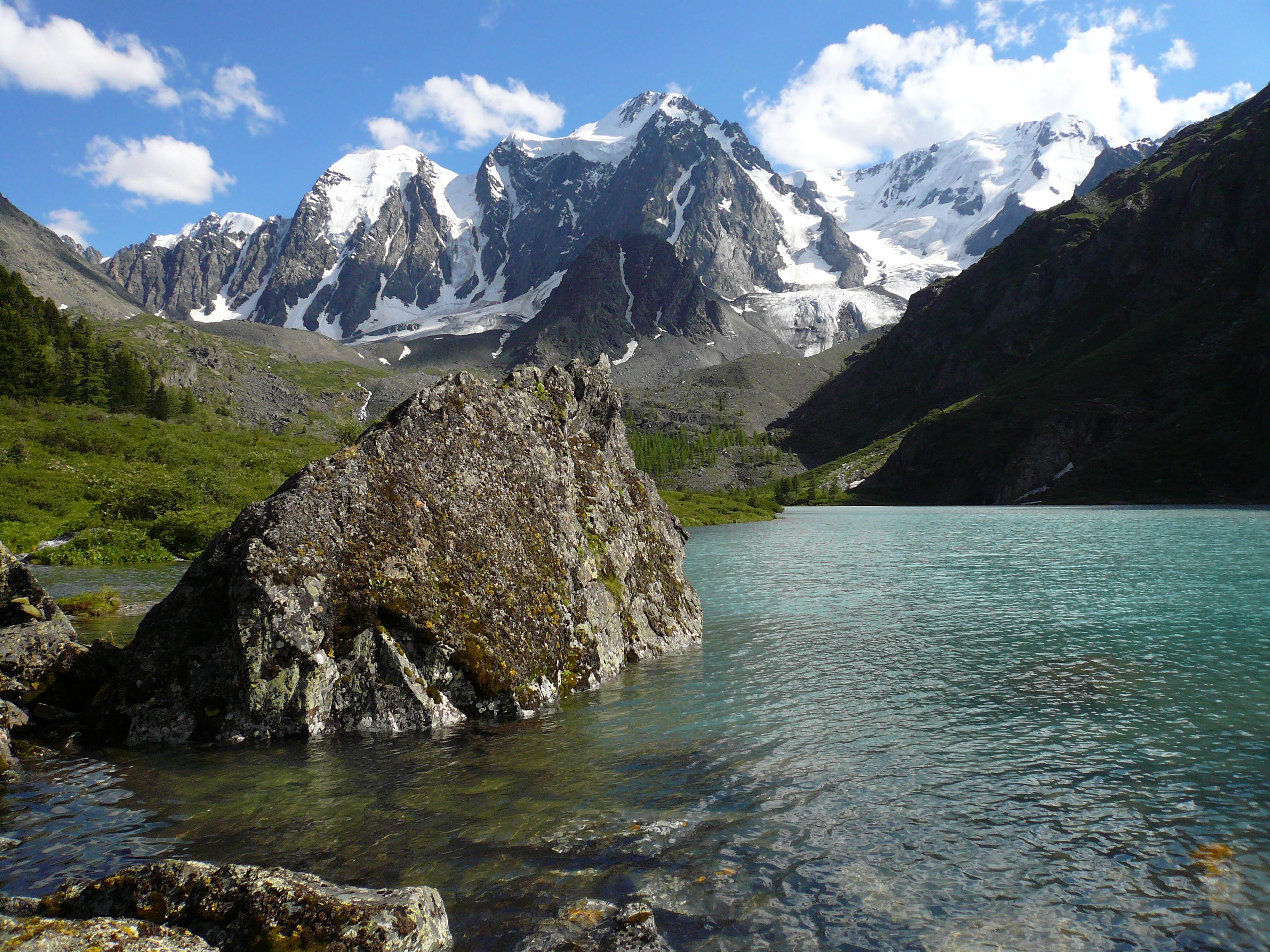
Vue panoramique des Alpes de la Tchouïa avec le lac supérieur de la Chavla

Les reliefs alpins s'élèvent au-dessus de l'ancienne pénéplaine et se trouvent dans les zones les plus élevées des monts Katoun (4 506 mètres), des Alpes de la Tchouïa (4 173 mètres), des monts Kouraï (3 446 mètres), des monts Saïliouguem (3 502 mètres), des monts Tchikhatchov (4 029 mètres), du Chapchal (3 507 mètres) avec le col Chapchal-Daba (3 217 m), de l'Altaï méridional (3 871 mètres) et des monts Sarym-Sakty. Les reliefs alpins sont moins étendus que les hauts sommets de l'ancienne pénéplaine. Ils culminent pour la plupart d'entre eux entre 4 000 et 4 500 mètres. Ils sont escarpés et fortement marqués par l'érosion de toute forme et notamment l'érosion éolienne. Ils sont formés de pics (dont des pics pyramidaux en forme de carlingue), de cirques glaciaires, de vallées glaciaires avec des lacs et des combes, de hauteurs de moraine, avec des affaissements et des éboulements.
Les reliefs de montagne moyenne possèdent des sommets entre 800 et 1 800 à 2 000 mètres et occupent la moitié du territoire de l'Altaï. 
L'Altaï est la deuxième chaîne de Sibérie par l'altitude. Plusieurs massifs atteignent 3 000 – 4 000 mètres d'altitude, leurs sommets sont couverts de neiges éternelles, et on y trouve des glaciers en grand nombre. Le point culminant est le mont Béloukha, situé tout au bout de la crête de Katoun, à 4 506 m. C’est le deuxième plus haut sommet de Sibérie et de la partie asiatique de la Russie, le premier étant le Klioutchevskoï dans le Kamtchatka (4 688 m).
Cette région est parsemée de grands lacs comme l'Oubsa-ni, à 720 m d'altitude, Kirghiz-ni, Dourga-ni et Kobdo-ni (1 170 m), et traversée de chaînes de montagnes diverses, dont les principales sont la Tannou-Ola, le Khan-Khou.

#### Sud de l'Altaï

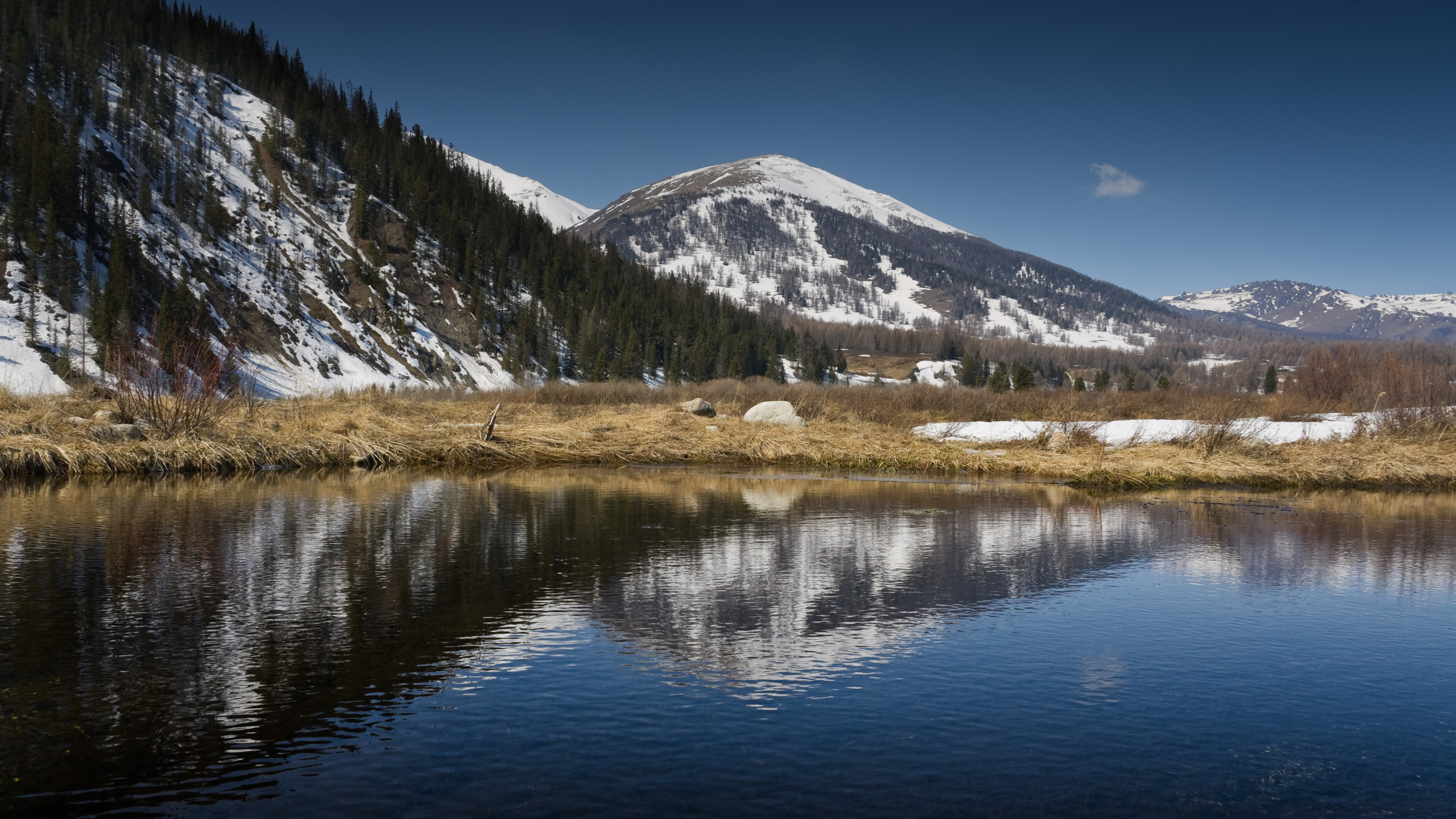
Montagnes de l'Altaï, au Kazakhstan, dans la réserve naturelle de Markakol.

L'épine dorsale de l'Altaï russo-mongol, au sud, est constituée par les monts Saïliouguem (ou montagnes Silyughema) qui n'ont une altitude moyenne que de 1 500 à 1 750 m et s'étendent sur 130 kilomètres. Les neiges éternelles démarrent vers 2 000 m sur le versant nord et 2 400 m sur le versant sud. Les cols y sont nombreux (plus d'une douzaine), mais difficiles, le principal étant l'Oulan-Daba à 2 827 m au sud. L'est et le sud-est de cette bande sont bordés par le grand plateau de la Mongolie, la transition s'effectuant progressivement par le biais de plusieurs plateaux mineurs, tels que l'Oukok (2 380 m), le Pazyryk, la steppe de la Tchouïa (1 830 m), le plateau de Kendykty (2 500 m), le Kak (2 520 m), le Souok (2 590 m) et le Jouvlou-koul (2 410 m).
L'Altaï méridional, quant à lui, est un massif de hauteur moyenne, long de 135 kilomètres, dont le territoire est partagé entre le Kazakhstan à l'ouest et la Russie et la Chine à l'est. Il est prolongé à l'ouest, au Kazakhstan, par les monts Kalba riches en minerais. Les massifs du Roudny Altaï, ou Altaï de minerai, qui possèdent des gisements métallifères et de minerais rares se trouvent au sud-ouest, partagés entre la Russie et le Kazakhstan.

#### Altaï occidental
L'Altaï occidental est reconnu réserve de biosphère par l'Unesco depuis octobre 2020.

### Réseau hydrologique
Sur le territoire de l'Altaï se trouvent 1 402 glaciers, d'une surface totale de 910 km2. Ce sont des gigantesques réservoirs d'eau douce, où prennent source les ruisseaux de montagnes et les rivières. Les plus grandes sont le Katoun (dont la longueur est de 688 km), prenant sa source au glacier de Gebler sur la pente sud du Béloukha, et la Biia découlant du lac Teletskoïe (280 km), qui, confluant, forment une grande artère d'eau de la Sibérie : le fleuve Ob qui se jette dans l'océan Arctique.
Un des lacs les plus profonds de la Russie se trouve dans l'Altaï. C'est le lac Teletskoïe, dont la profondeur atteint 325 m. Dans la région, seul le lac Baïkal contient plus d'eau douce que le Teletskoïe. On rencontre aussi de plus petits lacs. Les plus connus sont situés dans la région de la crête de Katoun : les deux lacs d'Akkem, les trois lacs de la Koutcherla, les lacs de la Moulta, le Talmen (aussi appelé lac Talmenié). Le lac Djouloukoul, considéré autrefois comme sacré, se trouve au pied du Chapchal sur le plateau de Tchoulychman.

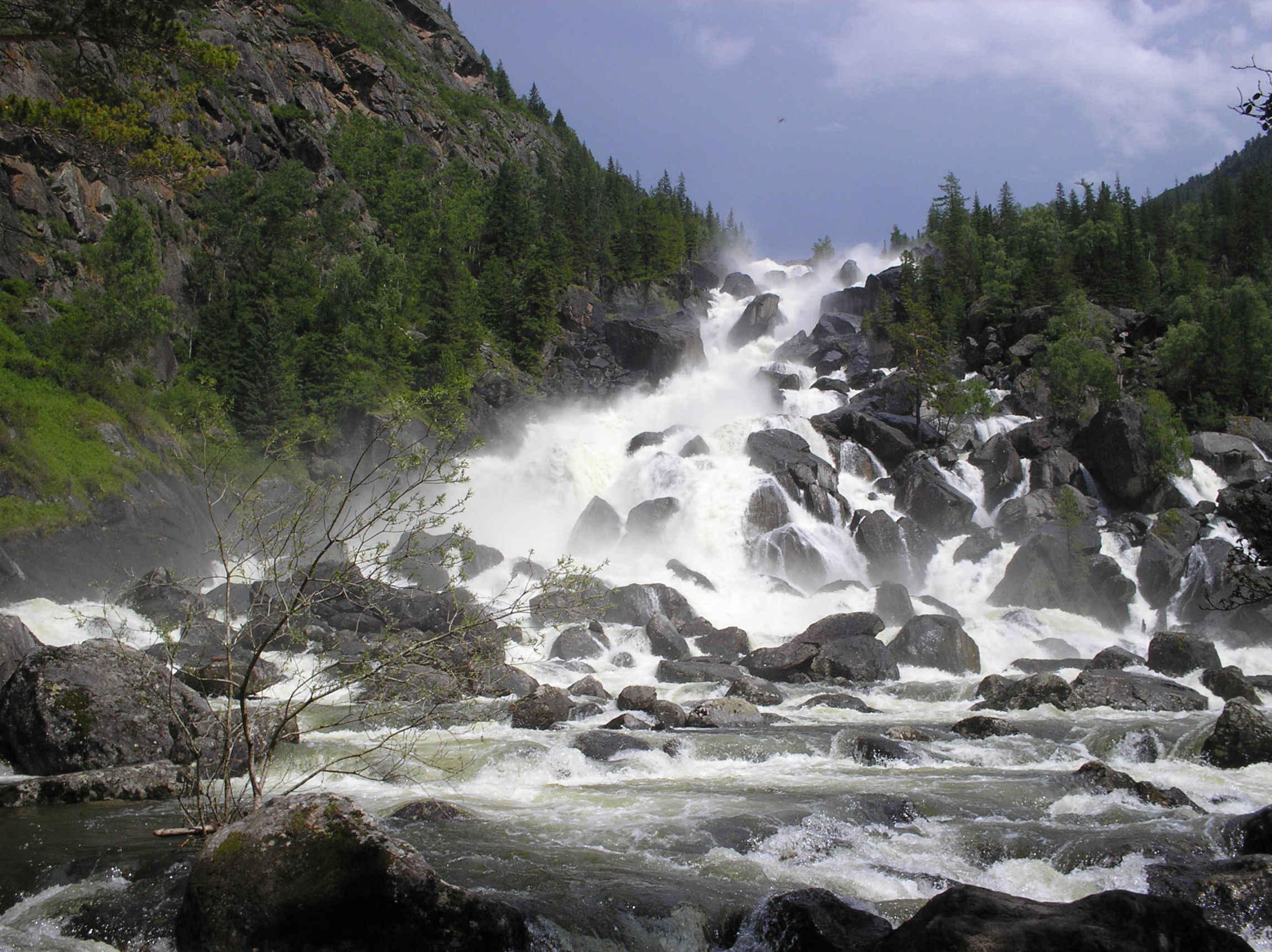
Cascade de la Tchoultcha.

Les rivières de l'Altaï abondent en chutes d'eau ; dans le seul bassin de la rivière Katoun, on en compte environ sept mille. Les plus grandes chutes d'eau du massif sont Tékélu, haute de 60 m, Téguéïék, 40 m, situées au pied nord du Béloukha, et les chutes d'eau en cascade sur la rivière Chinok d'un dénivelé de 80 m et sur la rivière Tchoultcha, 160 m, cette dernière étant la plus importante de l'Altaï.

### Activité sismique
L'Altaï est une région affectée par des collisions tectoniques, mais les tremblements de terre sont rares. Pourtant, un tremblement de terre de magnitude 7,3 a frappé la vallée supérieure de la Tchouïa le 27 septembre 2003 à 18 h 33, provoquant de graves dommages matériels au sud de la république de l'Altaï. Le précédent tremblement de terre avait eu lieu en 1761.

### Géologie
Les montagnes de l'Altaï se sont formées au début du Paléozoïque, lors de la collision d'îles océaniques, formant au Cambrien un archipel. Durant l'orogenèse calédonienne, le volcanisme qui était né au début du Paléozoïque s'est éteint, et la région était inondée à l'Ordovicien, avant qu'un volcanisme réaparaisse au Dévonien, créant l'Altaï de minerai. Alors qu'au Mésozoïque, les montagnes se sont progressivement érodées, se transformant en plaines, les mouvements tectoniques ont fait réapparaître la chaîne à la fin du Mésozoïque et au Cénozoïque,.
À la fin de la dernière période glaciaire, des glaciers ont bloqué le cours de la Tchouïa, créant de grands lacs dans les bassins de la Tchouïa et de Kouraï, mais lors du retrait des glaciers, cela a entraîné les inondations de l'Altaï. Ces inondations ont défiguré des vallées, avec des rides de courant géantes.

## Histoire
C'est dans les montagnes de l'Altaï qu'aurait vécu l'hominidé de Denisova, un hominidé contemporain de l'Homme de Néandertal et probablement de l'Homme de Cro-Magnon ou de l'Homme moderne, mais possédant un génome différent (récemment découvert),.
Les monts Altaï ont aussi été identifiés comme étant l'origine d'une énigme culturelle qualifiée de « phénomène de Seima-Turbino », apparue au cours de l'âge du bronze vers le début du IIe millénaire av. J.-C. En effet, des groupes humains maîtrisant la métallurgie et l'élevage des chevaux ont réussi à migrer rapidement de la région vers différentes régions d'Europe et d'Asie. C'est à Seimo, Turbino et Vechnoïé dans l'Altaï mais aussi en d'autres endroits de la Mongolie à la Finlande qu'ont été découvertes des nécropoles datant de 1500 av. J.-C. environ. Les sépultures étaient celles de guerriers nomades et d'artisans du métal, se déplaçant à cheval ou sur des chariots à deux roues, originaires des monts Altaï.[réf. souhaitée]
L'Altaï est exploré dans la première moitié du XIXe siècle par Grigory Spassky (1808), Karl Friedrich von Ledebour, Alexander von Bunge et Carl Anton von Meyer (1826), Alexander von Humboldt (1829), Gregor von Gelmersen (1834), Friedrich August von Gebler (1833-1836), Piotr Tchikhatchov (1842) et Grigori Chtchourovski (1844).

## Flore et faune

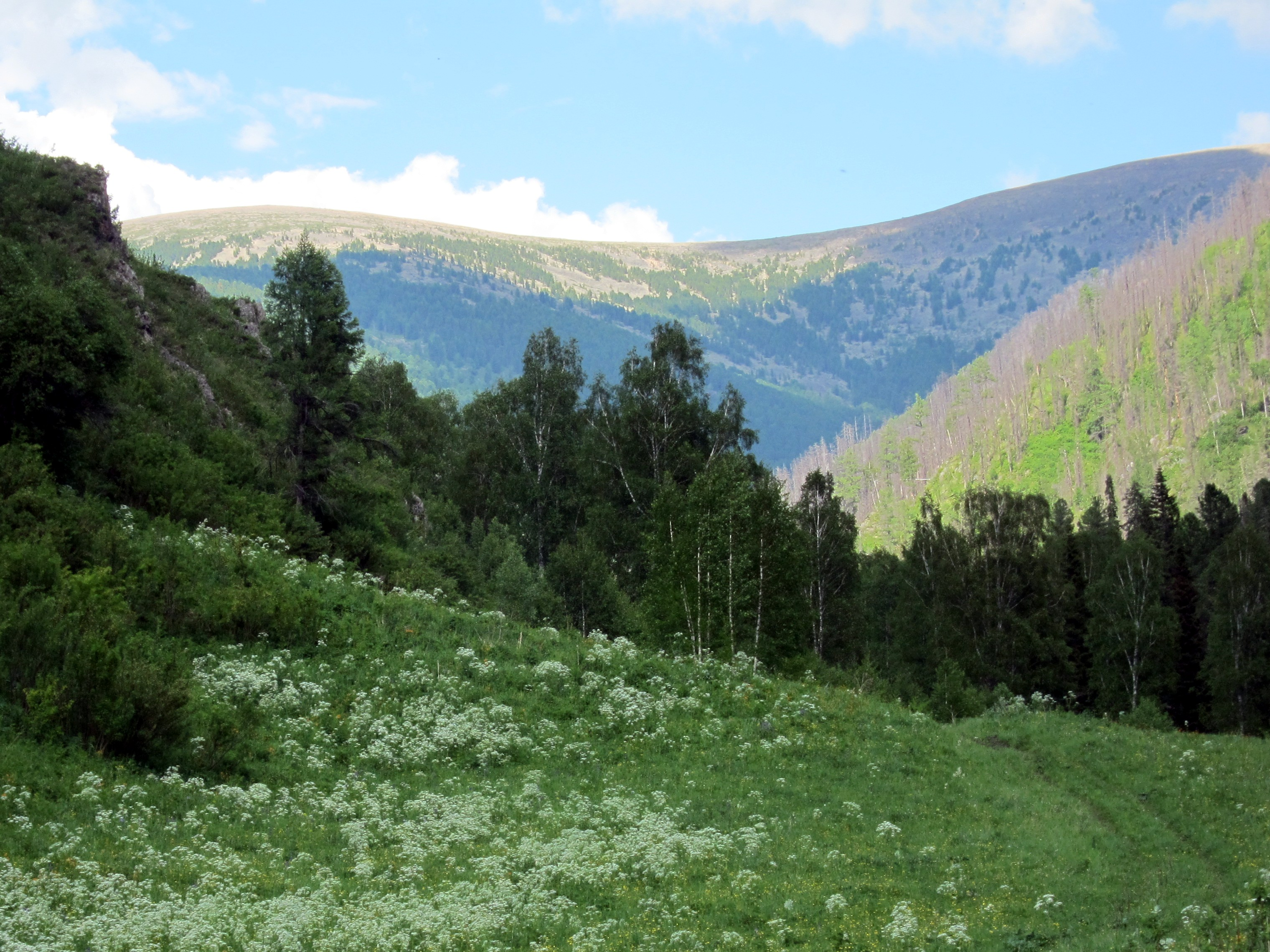
Vue du col de Tamaniol (raïon de Tchemal).

L'Altaï est un des rares lieux sur la planète, où la nature vierge garde la richesse originelle et la variété du règne animal et végétal. Plus de 70 espèces de mammifères, plus de 200 espèces d’oiseaux, 8 espèces de reptiles et 7 espèces d’amphibiens se trouvent ici, les rivières et les lacs contiennent 20 espèces de poissons. On peut aussi y rencontrer des espèces rares, y compris en danger d'extinction, de mammifères et d’oiseaux : l'ours brun de Saïgoulem, la panthère des neiges, le bélier de montagne, le chat de Pallas, l'oie à tête barrée, l'aigle royal, le faucon pèlerin, le gypaète barbu, le pygargue à queue blanche et d’autres. Plusieurs réserves naturelles se trouvent ici dont les plus importantes sont la réserve naturelle de l'Altaï et la réserve naturelle de Katoun. Elles sont inscrites à la liste du patrimoine mondial de l'Unesco sous l'appellation de « montagnes dorées de l'Altaï » avec d'autres régions de l'Altaï.

## Site de l'héritage mondial
Les hommes vivent sur ce territoire depuis très longtemps. Ce fait est attesté par la découverte dans la grotte de Denisova des vestiges les plus vieux de l’Asie du Nord datant de 42 000 ans. Les premiers humains sont apparus dans la région il y a environ 1 million d'années comme l'attestent les habitats paléolithiques de la région du Haut-Altaï. De nombreux monuments archéologiques se trouvent dans les vallées et dans les steppes entre les montagnes (d’Abaï, de Can, de Tenguine, de Kouraï, de la Tchouïa, d’Oulougan). 
On distingue :
- Paléolithique et Néolithique (1 000 000 - 4 000 ans av. J.-C.) ;
- l'âge de bronze (4 000 ans av. J.-C. - 1 000 ans av. J.-C.) ;
- l'âge de fer (1 000 ans av. J.-C. - Ve siècle) ;
- la période turque (VIe siècle- Xe siècle)[12].

Souvent les vestiges des époques diverses sont tout près l’un de l’autre. De nombreuses inscriptions sur les rochers, taillées par la main de l’homme ancien demeurent incompréhensibles et mystérieuses : pétroglyphes, tumulus et « balbalas » (les poteaux d’honneurs), sculptures turques en pierre - « kézer-tach » et « soubourgans » (sculptures en pierres signifiant soit l’hommage à une personne soit un don à un dieu).
On considère que le mot « Altaï » vient du mot « Altan » qui signifie « d'or », cependant, dans plusieurs langues turques le mot « Altaï » signifie « patrie ». Cela permet de supposer que c’est de l'Altaï que viennent de nombreux peuples, et ce n’est pas par hasard que Nicolas Roerich a déclaré que l'Altaï était le berceau des peuples et des civilisations.
Il semblerait que les momies des monts Altaï soient en train de dégeler. Voici près de 3 000 ans que des bergers nomades ont commencé à creuser des tombes dans ces vallées d'altitude, à la frontière russo-mongole. Ils érigeaient des tumulus de pierre et de terre, appelés kourganes, au-dessus de chambres funéraires aux parois en bois. Quand l'eau s'est progressivement infiltrée dans les sépultures et a gelé, les corps tatoués de bleu se sont trouvés momifiés par la glace. À l'été 2006, une équipe d'archéologues a sorti de terre une momie partiellement préservée par un bloc de glace qui semblait avoir été bien plus grande à l'origine. Des scientifiques de l'université de Gand (Belgique) ont fait un relevé cartographique des centaines de tombes gelées grâce à l'imagerie satellite pour exhumer et préserver les momies. Si ces tentatives échouent, il est probable que les dépouilles se décomposeront, emportant avec elles leurs tatouages et leurs costumes, ainsi que des indices sur leur régime alimentaire et leur mode de vie.